# Lista de prefeitos eleitos no Piauí em 1992
Relacionamos a seguir a relação nominal dos prefeitos eleitos no Piauí em 3 de outubro de 1992 a partir do acervo on line do Tribunal Regional Eleitoral. Na época o estado possuía 148 municípios e Freitas Neto era o governador.

## Contexto histórico
Realizadas em 3 de outubro, as eleições municipais no Piauí em 1992 decidiram-se por maioria de votos e como em Teresina o vencedor atingiu a maioria absoluta, não houve a necessidade de um segundo turno e por conta da legislação vigente, um número recorde de legendas elegeu prefeitos em todo o estado. Em relação a 1988, o governador Freitas Neto criou 30 novos municípios mediante lei a partir das disposições transitórias da Constituição Estadual de 1989, elevando a quantidade dos mesmos para 148.
Compulsando o acervo do Tribunal Regional Eleitoral do Piauí, nota-se que cinquenta e quatro dos prefeitos eleitos em 1982 e nas eleições suplementares conquistaram um novo mandato em 1992. Maior partido político do interior do estado desde a sua criação, o PFL manteve o controle de metade dos municípios piauienses.

## Resultado do pleito

### Prefeitos eleitos pelo PFL
O partido triunfou em 74 municípios, o equivalente a 50% do total.
| Bandeira                        | Município                | Prefeito eleito                               | Partido | Nascido em              | UF        | Referências          |
| ------------------------------- | ------------------------ | --------------------------------------------- | ------- | ----------------------- | --------- | -------------------- |
| Bandeira desconhecida           | Agricolândia             | Francisco Alencar                             | PFL     | Agricolândia            | Piauí     | [ 6 ]                |
| Bandeira desconhecida           | Água Branca              | João Evaristo Lopes                           | PFL     |                         |           | [ 7 ]                |
| Bandeira desconhecida           | Alegrete do Piauí        | Francisco Edilton Alencar                     | PFL     | São Julião              | Piauí     | [ 8 ]                |
| Alto Longá                      | Alto Longá               | Pedro Henrique de Arêa Leão Costa             | PFL     | Alto Longá              | Piauí     | [ 9 ] [ 10 ]         |
| Altos                           | Altos                    | César Augusto Leal Pinheiro                   | PFL     |                         |           | [ 11 ] [ 12 ]        |
| Bandeira desconhecida           | Anísio de Abreu          | Francisco José da Mota                        | PFL     | Anísio de Abreu         | Piauí     | [ 13 ]               |
| Antônio Almeida                 | Antônio Almeida          | Antônio Saraiva Torres                        | PFL     | Antônio Almeida         | Piauí     | [ 14 ]               |
| Bandeira desconhecida           | Arraial                  | Francisco Alvarenga da Rocha                  | PFL     |                         |           | [ 15 ]               |
| Bandeira desconhecida           | Bocaina                  | Jones Sirley Barros                           | PFL     |                         |           | [ 16 ]               |
| Bandeira desconhecida           | Buriti dos Lopes         | João da Cruz de Sousa                         | PFL     | Parnaíba                | Piauí     | [ 17 ]               |
| Bandeira desconhecida           | Buriti dos Montes        | Francisco Soares Monte                        | PFL     |                         |           | [ 18 ]               |
| Bandeira desconhecida           | Cabeceiras do Piauí      | José Arimateia Veloso Machado                 | PFL     | Barras                  | Piauí     | [ 19 ]               |
| Bandeira desconhecida           | Campinas do Piauí        | Avelar de Araújo Moura Fé                     | PFL     | Campinas do Piauí       | Piauí     | [ 20 ] [ 21 ]        |
| Canto do Buriti                 | Canto do Buriti          | Maria de Lourdes Pessoa Valente de Figueiredo | PFL     |                         |           | [ 22 ]               |
| Bandeira desconhecida           | Castelo do Piauí         | José Ismar Lima Martins                       | PFL     | Castelo do Piauí        | Piauí     | [ 23 ]               |
| Cocal                           | Cocal                    | José Maria da Silva Monção                    | PFL     | Cocal                   | Piauí     | [ 24 ] [ 25 ]        |
| Bandeira desconhecida           | Colônia do Piauí         | Marcito José Barbosa Madeira Campos           | PFL     | Oeiras                  | Piauí     | [ 26 ]               |
| Bandeira desconhecida           | Conceição do Canindé     | Gilvan José Gomes dos Passos                  | PFL     |                         |           | [ 27 ] [ 28 ]        |
| Bandeira desconhecida           | Cristalândia do Piauí    | Luiz Carlos da Cunha Lustosa Amaral Nogueira  | PFL     |                         |           | [ 29 ]               |
| Bandeira desconhecida           | Cristino Castro          | Petrônio Martins Falcão                       | PFL     | Cristino Castro         | Piauí     | [ 30 ] [ 31 ]        |
| Dom Expedito Lopes              | Dom Expedito Lopes       | João Barbosa de Araújo                        | PFL     |                         |           | [ 32 ]               |
| Bandeira desconhecida           | Dom Inocêncio            | Luiz de Sousa Santos                          | PFL     | Dom Inocêncio           | Piauí     | [ 33 ]               |
| Bandeira desconhecida           | Domingos Mourão          | Orlando Urias de Oliveira                     | PFL     | Domingos Mourão         | Piauí     | [ 33 ]               |
| Bandeira desconhecida           | Eliseu Martins           | Raimundo Brito de Araújo                      | PFL     |                         |           | [ 34 ]               |
| Bandeira desconhecida           | Fartura do Piauí         | Olímpio Dias dos Passos                       | PFL     | São Raimundo Nonato     | Piauí     | [ 35 ]               |
| Bandeira desconhecida           | Flores do Piauí          | Máximo Ribeiro de Sá                          | PFL     |                         |           | [ 36 ] [ 37 ]        |
|                                 | Francisco Ayres          | Benedito Wilson de Sousa                      | PFL     | Francisco Ayres         | Piauí     | [ 38 ]               |
| Bandeira desconhecida           | Francisco Santos         | Maria Carleusa dos Santos Batista de Carvalho | PFL     | Francisco Santos        | Piauí     | [ 39 ]               |
| Bandeira desconhecida           | Gilbués                  | Euvaldo Carlos Rocha da Cunha                 | PFL     | Corrente                | Piauí     | [ 40 ]               |
| Guadalupe (Piauí)               | Guadalupe                | João Luiz da Rocha                            | PFL     | Bertolínia              | Piauí     | [ 41 ] [ 42 ]        |
| Hugo Napoleão (Piauí)           | Hugo Napoleão            | Edmundo Rodrigues Alves                       | PFL     | Valença do Piauí        | Piauí     | [ 43 ]               |
| Bandeira desconhecida           | Inhuma                   | Alilo de Sousa Leal                           | PFL     | Inhuma                  | Piauí     | [ 44 ] [ 45 ] [ 46 ] |
| Bandeira desconhecida           | Isaías Coelho            | João de Moura Carvalho                        | PFL     | Simplício Mendes        | Piauí     | [ 47 ]               |
| Itaueira                        | Itaueira                 | Quirino de Alencar Avelino                    | PFL     | Floriano                | Piauí     | [ 48 ] [ 49 ]        |
| Bandeira desconhecida           | Jardim do Mulato         | Jerônimo Soares de Sousa                      | PFL     | Regeneração             | Piauí     | [ 50 ]               |
| Bandeira desconhecida           | Jerumenha                | Afonso Henrique Alves Pinto                   | PFL     | Guadalupe               | Piauí     | [ 51 ] [ 52 ]        |
| José de Freitas                 | José de Freitas          | Fernando de Almendra Freitas                  | PFL     | Teresina                | Piauí     | [ 53 ]               |
| Bandeira desconhecida           | Lagoa Alegre             | Neudenor Vaz da Costa                         | PFL     | Teresina                | Piauí     | [ 54 ]               |
| Bandeira desconhecida           | Landri Sales             | Alcino Pereira de Sá                          | PFL     | Landri Sales            | Piauí     | [ 55 ]               |
| Luzilândia                      | Luzilândia               | Francisco das Chagas Marques Sobrinho         | PFL     | Luzilândia              | Piauí     | [ 56 ]               |
| Bandeira desconhecida           | Manoel Emídio            | Inácia Leal Moreira Sousa                     | PFL     |                         |           | [ 57 ]               |
| Bandeira desconhecida           | Marcolândia              | Lafaiete Pereira de Castro                    | PFL     |                         |           | [ 58 ] [ 59 ]        |
| Matias Olímpio                  | Matias Olímpio           | Augusto César Alves Maia                      | PFL     | Matias Olímpio          | Piauí     | [ 60 ]               |
| Bandeira desconhecida           | Miguel Alves             | Francisco das Chagas Araújo                   | PFL     | Miguel Alves            | Piauí     | [ 61 ]               |
| Monsenhor Gil                   | Monsenhor Gil            | Julimar Pereira dos Santos                    | PFL     |                         |           | [ 62 ]               |
| Bandeira desconhecida           | Monte Alegre do Piauí    | Amando Gomes da Silva                         | PFL     | Santo Amaro             | Bahia     | [ 63 ]               |
| Nazaré do Piauí                 | Nazaré do Piauí          | Antônio Fernandes de Carvalho                 | PFL     | Nazaré do Piauí         | Piauí     | [ 64 ]               |
|                                 | Oeiras                   | Walburg Ribeiro Gonçalves Filho               | PFL     |                         |           | [ 65 ]               |
| Bandeira desconhecida           | Padre Marcos             | Maria Neide de Macedo Soares                  | PFL     | Jaicós                  | Piauí     | [ 66 ]               |
| Paes Landim                     | Paes Landim              | José Cipriano de Sousa Lira                   | PFL     | Paes Landim             | Piauí     | [ 67 ]               |
|                                 | Parnaíba                 | José Hamilton Furtado Castelo Branco          | PFL     | Parnaíba                | Piauí     | [ 68 ] [ 69 ]        |
| Bandeira desconhecida           | Passagem Franca do Piauí | Domingos Farias dos Santos                    | PFL     | Barro Duro              | Piauí     | [ 70 ]               |
| Picos                           | Picos                    | Abel de Barros Araújo                         | PFL     | Picos                   | Piauí     | [ 71 ] [ 72 ] [ 73 ] |
| Pimenteiras                     | Pimenteiras              | Pedro Alexandrino Nogueira                    | PFL     | Pimenteiras             | Piauí     | [ 74 ]               |
| Bandeira desconhecida           | Prata do Piauí           | Doroteu Barbosa Lima                          | PFL     |                         |           | [ 75 ] [ 76 ]        |
| Queimada Nova                   | Queimada Nova            | Cirilo Benvindo de Sousa                      | PFL     | Paulistana              | Piauí     | [ 77 ]               |
| Bandeira desconhecida           | Redenção do Gurgueia     | Moaci da Rocha Amorim                         | PFL     | Redenção do Gurgueia    | Piauí     | [ 78 ]               |
| Bandeira desconhecida           | Santa Luz                | José Almir Luna de Góis                       | PFL     | Santa Luz               | Piauí     | [ 79 ]               |
| Santa Rosa do Piauí             | Santa Rosa do Piauí      | Joaquim Castelo Branco                        | PFL     |                         |           | [ 79 ] [ 80 ]        |
| Bandeira desconhecida           | Santana do Piauí         | Manoel Borges Sobrinho                        | PFL     |                         |           | [ 81 ] [ 82 ]        |
| Santo Antônio de Lisboa (Piauí) | Santo Antônio de Lisboa  | Francisco Licínio de Carvalho                 | PFL     | Santo Antônio de Lisboa | Piauí     | [ 83 ] [ 84 ]        |
| Santo Inácio do Piauí           | Santo Inácio do Piauí    | Djalma César do Nascimento                    | PFL     | Oeiras                  | Piauí     | [ 85 ]               |
| São Félix do Piauí              | São Félix do Piauí       | José Jailson Pio                              | PFL     | São Félix do Piauí      | Piauí     | [ 86 ] [ 87 ]        |
| Bandeira desconhecida           | São Gonçalo do Piauí     | Antônio da Costa Sousa                        | PFL     | São Pedro do Piauí      | Piauí     | [ 88 ]               |
| São João da Canabrava           | São João da Canabrava    | João Manoel da Silva                          | PFL     |                         |           | [ 88 ] [ 89 ]        |
| Bandeira desconhecida           | São Lourenço do Piauí    | Salvador de Matos Ribeiro                     | PFL     |                         |           | [ 90 ]               |
| São Pedro do Piauí              | São Pedro do Piauí       | Sônia Maria Teixeira Soares                   | PFL     |                         |           | [ 91 ]               |
| São Raimundo Nonato             | São Raimundo Nonato      | Gaspar Dias Ferreira                          | PFL     | São Raimundo Nonato     | Piauí     | [ 92 ] [ 93 ]        |
| Bandeira desconhecida           | Simões                   | Joaquim José de Carvalho                      | PFL     | Simões                  | Piauí     | [ 94 ]               |
| União                           | União                    | Gervásio Costa Filho                          | PFL     | Barras                  | Piauí     | [ 95 ] [ 96 ]        |
| Bandeira desconhecida           | Uruçuí                   | Goethe Rommel Martins Coelho                  | PFL     |                         |           | [ 97 ]               |
| Bandeira desconhecida           | Valença do Piauí         | Joaquim Matias Lima Verde                     | PFL     | Valença do Piauí        | Piauí     | [ 98 ] [ 99 ]        |
| Bandeira desconhecida           | Várzea Branca            | José Carlos da Silva                          | PFL     | São Paulo               | São Paulo | [ 100 ]              |
| Bandeira desconhecida           | Várzea Grande            | Robert Eudes Nunes de Sousa                   | PFL     | Várzea Grande           | Piauí     | [ 100 ]              |
| Fontes:                         |                          |                                               |         |                         |           |                      |

### Prefeitos eleitos pelo PDS
O partido triunfou em 20 municípios, o equivalente a 13,51% do total.
| Bandeira                           | Município                  | Prefeito eleito                             | Partido | Nascido em         | UF                  | Referências     |
| ---------------------------------- | -------------------------- | ------------------------------------------- | ------- | ------------------ | ------------------- | --------------- |
| Alagoinha do Piauí                 | Alagoinha do Piauí         | Salomão Caetano de Carvalho                 | PDS     | Alagoinha do Piauí | Piauí               | [ 102 ]         |
| Angical do Piauí                   | Angical do Piauí           | Valmir Alves da Cruz                        | PDS     | Regeneração        | Piauí               | [ 13 ]          |
| Aroazes                            | Aroazes                    | Aníbal César Faria Martins                  | PDS     | Aroazes            | Piauí               | [ 103 ]         |
| Baixa Grande do Ribeiro            | Baixa Grande do Ribeiro    | Ozires Castro Silva                         | PDS     | Parnaguá           | Piauí               | [ 104 ]         |
| Batalha (Piauí)                    | Batalha                    | Mário Denes Rodrigues                       | PDS     |                    |                     | [ 105 ]         |
| Brasileira                         | Brasileira                 | Francisco de Assis Amado Costa              | PDS     | Piripiri           | Piauí               | [ 106 ]         |
| Bandeira desconhecida              | Caldeirão Grande do Piauí  | José Gonçalves dos Santos                   | PDS     |                    |                     | [ 107 ] [ 108 ] |
| Bandeira desconhecida              | Capitão de Campos          | Gerardo José Carvalho Lopes                 | PDS     |                    |                     | [ 109 ] [ 110 ] |
| Bandeira desconhecida              | Coivaras                   | Erasmo Freire Gomes                         | PDS     |                    |                     | [ 111 ] [ 112 ] |
| Bandeira desconhecida              | Colônia do Gurgueia        | Crispim Pereira de Araújo                   | PDS     | Barbalha           | Ceará               | [ 26 ]          |
| Bandeira desconhecida              | Francinópolis              | Eduarlino Duarte Lopes                      | PDS     | Francinópolis      | Piauí               | [ 38 ]          |
| Fronteiras (Piauí)                 | Fronteiras                 | José Aquiles de Sousa Filho                 | PDS     | Fronteiras         | Piauí               | [ 113 ]         |
| Bandeira desconhecida              | Itainópolis                | Raimundo Nonato de Andrade Maia             | PDS     | Picos              | Piauí               | [ 47 ] [ 114 ]  |
| Jacobina do Piauí                  | Jacobina do Piauí          | Evangelista Almeida de Sousa                | PDS     |                    |                     | [ 115 ]         |
| Bandeira desconhecida              | Marcos Parente             | Pedro Nunes de Sousa                        | PDS     | São João dos Patos | Maranhão            | [ 116 ]         |
| Bandeira desconhecida              | Monsenhor Hipólito         | Zenon de Moura Bezerra                      | PDS     | Picos              | Piauí               | [ 62 ]          |
| Nossa Senhora dos Remédios (Piauí) | Nossa Senhora dos Remédios | José Alexandre Bacelar de Carvalho Sobrinho | PDS     | Porto              | Piauí               | [ 117 ]         |
| Pio IX                             | Pio IX                     | José Antão de Alencar Neto                  | PDS     | Pio IX             | Piauí               | [ 118 ]         |
| Bandeira desconhecida              | Regeneração                | José Moreira Ramos                          | PDS     |                    |                     | [ 119 ]         |
| Bandeira desconhecida              | São João da Serra          | Manoel Dantas                               | PDS     | Jardim do Seridó   | Rio Grande do Norte | [ 120 ] [ 121 ] |
| Fontes:                            |                            |                                             |         |                    |                     |                 |

### Prefeitos eleitos pelo PMDB
O partido triunfou em 18 municípios, o equivalente a 12,16% do total.
| Bandeira                | Município               | Prefeito eleito                 | Partido | Nascido em       | UF    | Referências     |
| ----------------------- | ----------------------- | ------------------------------- | ------- | ---------------- | ----- | --------------- |
| Avelino Lopes           | Avelino Lopes           | Joaquim Henrique Gama           | PMDB    |                  |       | [ 104 ] [ 122 ] |
| Barras                  | Barras                  | José Ribamar Pereira            | PMDB    | Barras           | Piauí | [ 123 ]         |
| Bandeira desconhecida   | Bertolínia              | Antônio José de Sousa Martins   | PMDB    | Bertolínia       | Piauí | [ 124 ]         |
| Bandeira desconhecida   | Bom Princípio do Piauí  | José Leandro Filho              | PMDB    | Cocal            | Piauí | [ 125 ]         |
| Bandeira desconhecida   | Demerval Lobão          | Washington Marques Leandro      | PMDB    | Parnaíba         | Piauí | [ 126 ] [ 127 ] |
| Jaicós                  | Jaicós                  | Elias João Ramos                | PMDB    |                  |       | [ 128 ] [ 129 ] |
| Lagoa do Barro do Piauí | Lagoa do Barro do Piauí | Ildete de Oliveira Coelho       | PMDB    |                  |       | [ 130 ]         |
| Luís Correia (Piauí)    | Luís Correia            | Antônio de Pádua da Costa Lima  | PMDB    | Luís Correia     | Piauí | [ 131 ] [ 132 ] |
| Bandeira desconhecida   | Miguel Leão             | Adão Cunha de Araújo            | PMDB    |                  |       | [ 61 ]          |
| Bandeira desconhecida   | Palmeira do Piauí       | Antônio Miguel Pinheiro e Silva | PMDB    |                  |       | [ 133 ]         |
| Bandeira desconhecida   | Patos do Piauí          | Aluizio Coelho dos Reis         | PMDB    | Jaicós           | Piauí | [ 134 ]         |
| Porto (Piauí)           | Porto                   | Renato Lopes Vieira             | PMDB    |                  |       | [ 135 ]         |
| Bandeira desconhecida   | Santa Filomena          | Almérico Lustosa de Alencar     | PMDB    | Santa Filomena   | Piauí | [ 136 ]         |
| São José do Divino      | São José do Divino      | Francisco Machado de Sampaio    | PMDB    | Piracuruca       | Piauí | [ 137 ]         |
| Bandeira desconhecida   | São José do Piauí       | Francisco Cirilo de Sousa       | PMDB    | São Julião       | Piauí | [ 138 ]         |
| Bandeira desconhecida   | São Julião              | Aloísio José da Luz             | PMDB    |                  |       | [ 90 ]          |
| Bandeira desconhecida   | São Miguel do Tapuio    | Paulo Antônio Frota de Paiva    | PMDB    | Crateús          | Ceará | [ 139 ]         |
| Bandeira desconhecida   | Simplício Mendes        | Rui Costa Reis                  | PMDB    | Simplício Mendes | Piauí | [ 94 ]          |
| Fontes:                 |                         |                                 |         |                  |       |                 |

### Prefeitos eleitos pelo PTB
O partido triunfou em 16 municípios, o equivalente a 10,81% do total.
| Bandeira                | Município               | Prefeito eleito                  | Partido | Nascido em             | UF         | Referências             |
| ----------------------- | ----------------------- | -------------------------------- | ------- | ---------------------- | ---------- | ----------------------- |
| Bandeira desconhecida   | Barreiras do Piauí      | Manoel Edinei Barreira Soares    | PTB     | Barreiras do Piauí     | Piauí      | [ 140 ] [ 141 ]         |
| Bandeira desconhecida   | Barro Duro              | Maria Direnice Melo de Sousa     | PTB     | Ouricuri               | Pernambuco | [ 142 ]                 |
| Bandeira desconhecida   | Canavieira              | José Donato de Araújo Neto       | PTB     | Floriano               | Piauí      | [ 143 ]                 |
| Bandeira desconhecida   | Caracol                 | Solon Ribeiro Soares             | PTB     | Caracol                | Piauí      | [ 144 ] [ 145 ] [ 146 ] |
| Bandeira desconhecida   | Coronel José Dias       | Valdy Cesário de Oliveira        | PTB     | São Raimundo Nonato    | Piauí      | [ 147 ]                 |
| Dirceu Arcoverde        | Dirceu Arcoverde        | Ruival Barreira de Aguiar        | PTB     |                        |            | [ 148 ]                 |
| Floriano                | Floriano                | Manoel Simplício da Silva        | PTB     | Vicência               | Pernambuco | [ 149 ]                 |
| Palmeirais              | Palmeirais              | Cândido Soares Sobrinho          | PTB     | Palmeirais             | Piauí      | [ 150 ]                 |
| Bandeira desconhecida   | Parnaguá                | Miguel Omar Barreto Rissi        | PTB     | Presidente Prudente    | São Paulo  | [ 151 ]                 |
| Bandeira desconhecida   | Paulistana              | João Crisóstomo de Oliveira      | PTB     | Campo Maior            | Piauí      | [ 152 ]                 |
| Bandeira desconhecida   | Ribeiro Gonçalves       | Asdrúbal Borges Formiga          | PTB     | Uruçuí                 | Piauí      | [ 153 ]                 |
| Bandeira desconhecida   | Rio Grande do Piauí     | Almir da Costa e Silva           | PTB     |                        |            | [ 154 ]                 |
| Bandeira desconhecida   | Santa Cruz do Piauí     | Alcides Pinheiro de Araújo Neto  | PTB     | Santa Cruz do Piauí    | Piauí      | [ 155 ] [ 156 ]         |
| Santa Cruz dos Milagres | Santa Cruz dos Milagres | José Arimateia Moura de Carvalho | PTB     | Valença do Piauí       | Piauí      | [ 155 ]                 |
| Bandeira desconhecida   | São Braz do Piauí       | Fabrício José da Silva           | PTB     |                        |            | [ 86 ]                  |
| São Francisco do Piauí  | São Francisco do Piauí  | Nestor Coelho Chagas             | PTB     | São Francisco do Piauí | Piauí      | [ 157 ]                 |
| Fontes:                 |                         |                                  |         |                        |            |                         |

### Prefeitos eleitos pelo PDT
O partido triunfou em 07 municípios, o equivalente a 4,73% do total.
| Bandeira                  | Município             | Prefeito eleito                    | Partido | Nascido em        | UF    | Referências     |
| ------------------------- | --------------------- | ---------------------------------- | ------- | ----------------- | ----- | --------------- |
| Bandeira desconhecida     | Amarante              | Helcias Ribeiro Gonçalves Lira     | PDT     | Teresina          | Piauí | [ 158 ] [ 159 ] |
| Bom Jesus                 | Bom Jesus             | Gladstone Dantas da Fonseca        | PDT     |                   |       | [ 125 ]         |
| Campo Maior (Piauí)       | Campo Maior           | Marco Aurélio Bona                 | PDT     | Campo Maior       | Piauí | [ 160 ]         |
| Bandeira desconhecida     | Curimatá              | Francisco Wilson Granjeiro         | PDT     |                   |       | [ 161 ]         |
| Bandeira desconhecida     | Novo Oriente do Piauí | Luís Lopes da Silva                | PDT     |                   |       | [ 162 ]         |
| São João do Piauí         | São João do Piauí     | Claudionor Paes Landim de Oliveira | PDT     | São João do Piauí | Piauí | [ 163 ] [ 164 ] |
| Sigefredo Pacheco (Piauí) | Sigefredo Pacheco     | José Pereira de Oliveira           | PDT     |                   |       | [ 165 ] [ 166 ] |
| Fontes:                   |                       |                                    |         |                   |       |                 |

### Prefeitos eleitos pelo PSDB
O partido triunfou em 06 municípios, o equivalente a 4,06% do total.
| Bandeira              | Município       | Prefeito eleito                                    | Partido | Nascido em          | UF    | Referências     |
| --------------------- | --------------- | -------------------------------------------------- | ------- | ------------------- | ----- | --------------- |
| Bandeira desconhecida | Bonfim do Piauí | Lino Ribeiro dos Santos                            | PSDB    | São Raimundo Nonato | Piauí | [ 167 ] [ 168 ] |
| Corrente (Piauí)      | Corrente        | Filemon José Francisco de Souza Nogueira Paranaguá | PSDB    | Barra               | Bahia | [ 169 ]         |
| Esperantina (Piauí)   | Esperantina     | José Ivaldo Franco                                 | PSDB    | Esperantina         | Piauí | [ 170 ]         |
| Pedro II (Piauí)      | Pedro II        | João Eudes Martins                                 | PSDB    | Pedro II            | Piauí | [ 171 ]         |
| Piracuruca            | Piracuruca      | Gonçalo Rodrigues Magalhães                        | PSDB    | Piracuruca          | Piauí | [ 172 ]         |
| Teresina              | Teresina        | Raimundo Wall Ferraz                               | PSDB    | Teresina            | Piauí | [ 173 ] [ 174 ] |
| Fontes:               |                 |                                                    |         |                     |       |                 |

### Prefeitos eleitos pelo PDC
O partido triunfou em 04 municípios, o equivalente a 2,70% do total.
| Bandeira              | Município         | Prefeito eleito           | Partido | Nascido em | UF    | Referências |
| --------------------- | ----------------- | ------------------------- | ------- | ---------- | ----- | ----------- |
| Bandeira desconhecida | Ipiranga do Piauí | José Santos Rego          | PDC     | Picos      | Piauí | [ 176 ]     |
| Bandeira desconhecida | Joaquim Pires     | Francisco das Chagas Melo | PDC     |            |       | [ 177 ]     |
| Piripiri              | Piripiri          | José Pinto de Mesquita    | PDC     | Pedro II   | Piauí | [ 178 ]     |
| Socorro do Piauí      | Socorro do Piauí  | Rowena Lobão Salim Coelho | PDC     |            |       | [ 179 ]     |
| Fontes:               |                   |                           |         |            |       |             |

### Prefeitos eleitos pelo PL
O partido triunfou em 03 municípios, o equivalente a 2,03% do total.
| Bandeira            | Município         | Prefeito eleito            | Partido | Nascido em         | UF    | Referências     |
| ------------------- | ----------------- | -------------------------- | ------- | ------------------ | ----- | --------------- |
| Beneditinos (Piauí) | Beneditinos       | Antônio Lopes da Silva     | PL      | São Félix do Piauí | Piauí | [ 180 ]         |
| Elesbão Veloso      | Elesbão Veloso    | Manoel da Silva Moura      | PL      | Elesbão Veloso     | Piauí | [ 138 ] [ 181 ] |
| São José do Peixe   | São José do Peixe | Valdemar dos Santos Barros | PL      | Francisco Santos   | Piauí | [ 137 ]         |
| Fontes:             |                   |                            |         |                    |       |                 |